# Ponsacco
Ponsacco ist eine italienische Gemeinde mit 15.570 Einwohnern (Stand 31. Dezember 2023) in der Provinz Pisa in der Region Toskana.

## Geografie
Die Gemeinde liegt ca. 50 km südwestlich von Florenz und 20 km südöstlich von Pisa. Der Ort liegt an den Flüssen Era und Cascina, die hier nahe dem Ortszentrum zusammenfließen, und in der klimatischen Einordnung italienischer Gemeinden in der Zone D, 1 874 GG.
Zu den Ortsteilen zählen Camugliano, Le Melorie und Val di Cava. Die Nachbargemeinden sind Capannoli, Casciana Terme Lari und Pontedera.

## Geschichte
Erstmals erwähnt wurde der Ort unter dem Namen Pontem Sacci am 17. Februar 1197 in einer Urkunde des Erzbistums Lucca. Aufgrund seiner Lage waren die Gemeinde und ihre Ortsteile im Mittelalter mehrmals Schauplatz kriegerischer Handlungen zwischen Pisa, Lucca und Florenz und wechselten mehrmals die Republikzugehörigkeit zwischen derer der Pisaner und der fiorentinischen. Als die Republik Florenz 1341 im Krieg gegen Pisa die Burgen und umliegenden Dörfer von Appiano und Petriolo vollständig zerstörte, fanden deren Bewohner im Castello Ponte di Sacco Zuflucht. 1365 wurde der Ort mit einer Stadtmauer ausgestattet, der heute noch vorhandene historische Ortskern errichtet und ein Bewässerungssystem gebaut, welches von dem Fluss Cascina gespeist wurde. Mit der Niederlage Pisas gelangte auch Ponsacco 1406 unter florentinische Herrschaft, wurde allerdings 1494 zurückerobert. 1509 fiel der Ort wieder an Florenz, dabei wurden die Türme und große Teile der Stadtmauer zerstört.

## Sehenswürdigkeiten
- Chiesa di San Giovanni Evangelista, bereits 1374 erbaute und 1836 fertiggestellte Kirche im Ortszentrum[3]
- Villa Medici von Camugliano (auch Villa Niccolini), 1533 erbaute Medici-Villa[3]

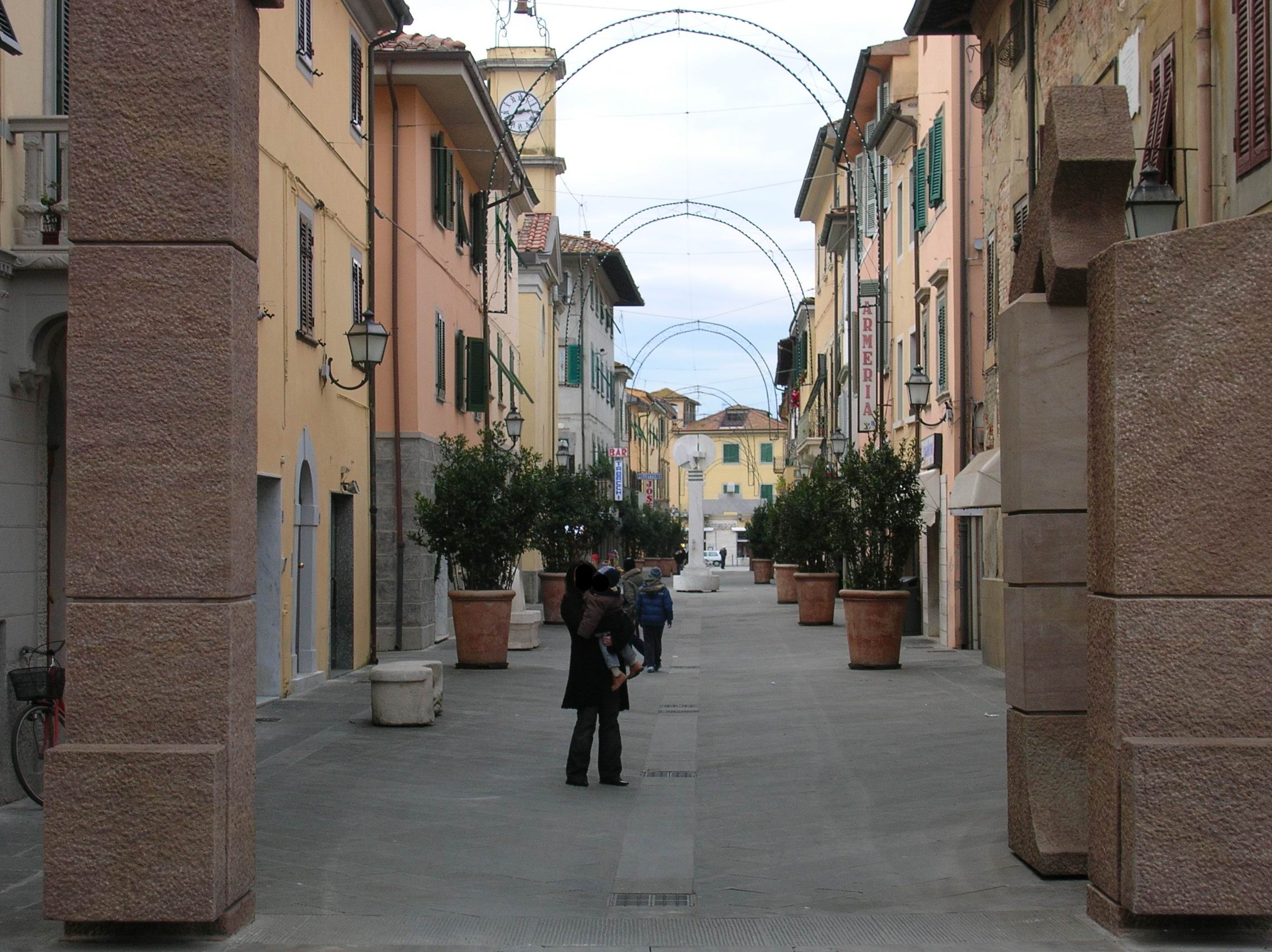
Ponsacco, Corso principale
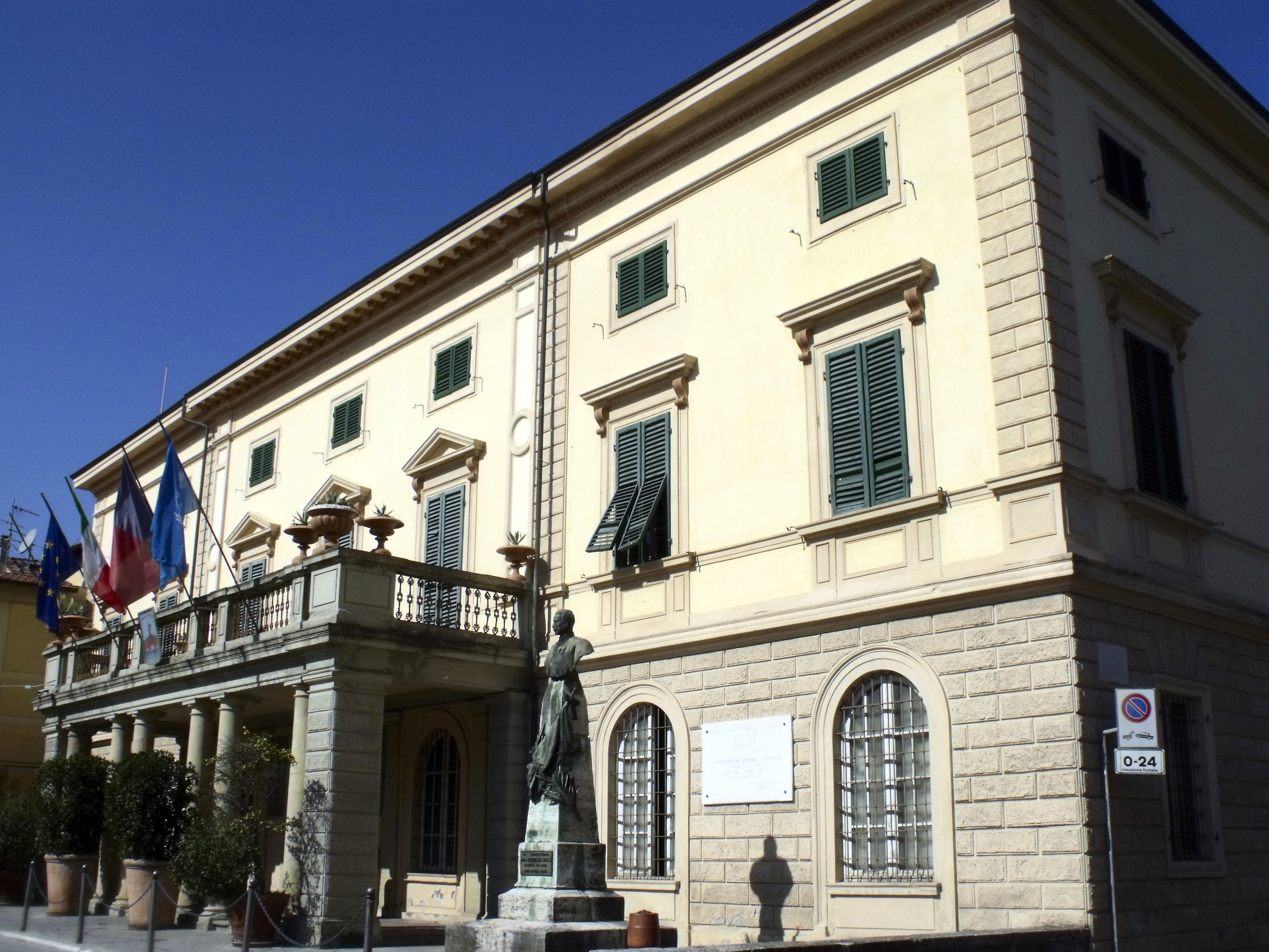
Das Rathaus
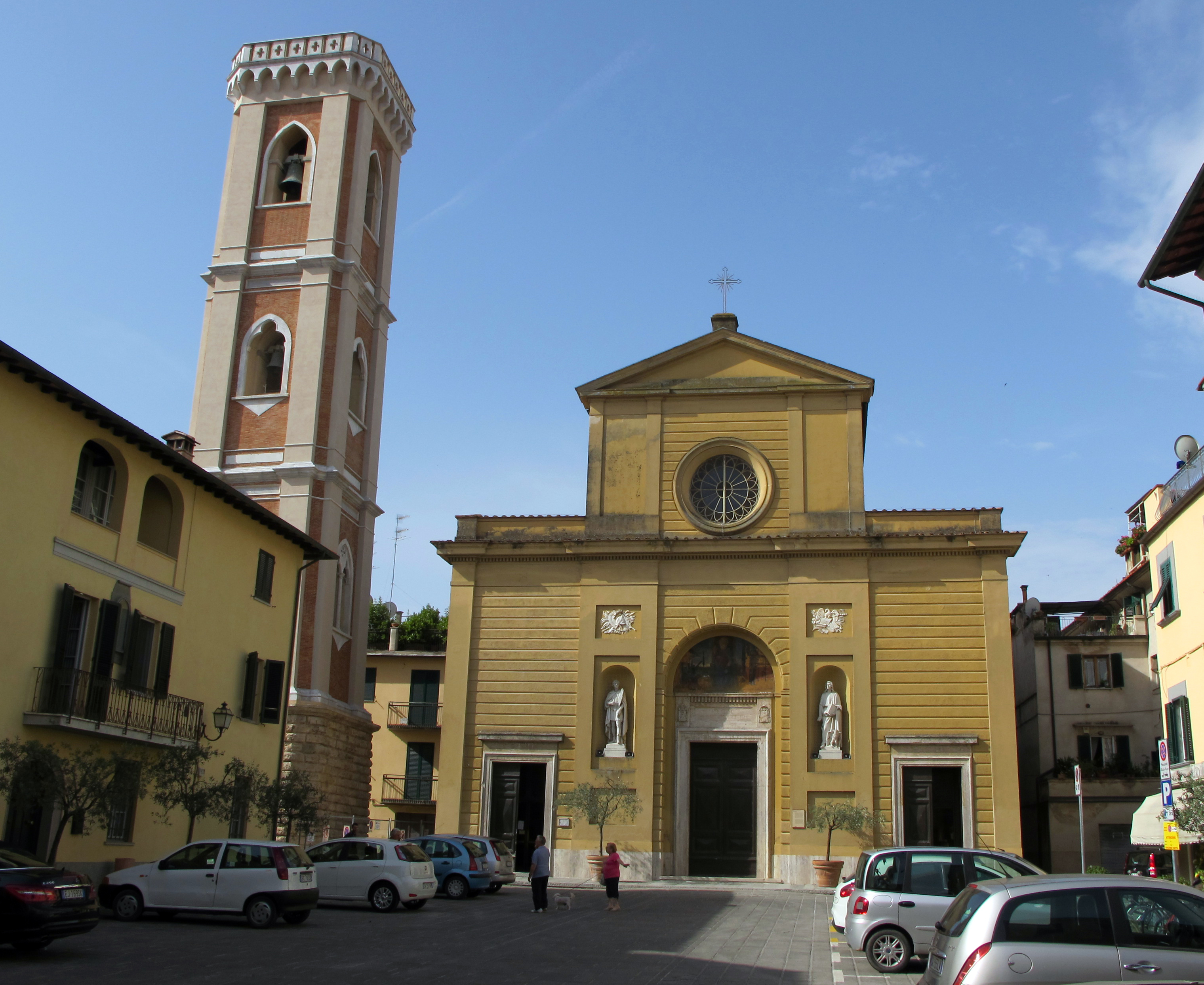
Chiesa di San Giovanni Evangelista
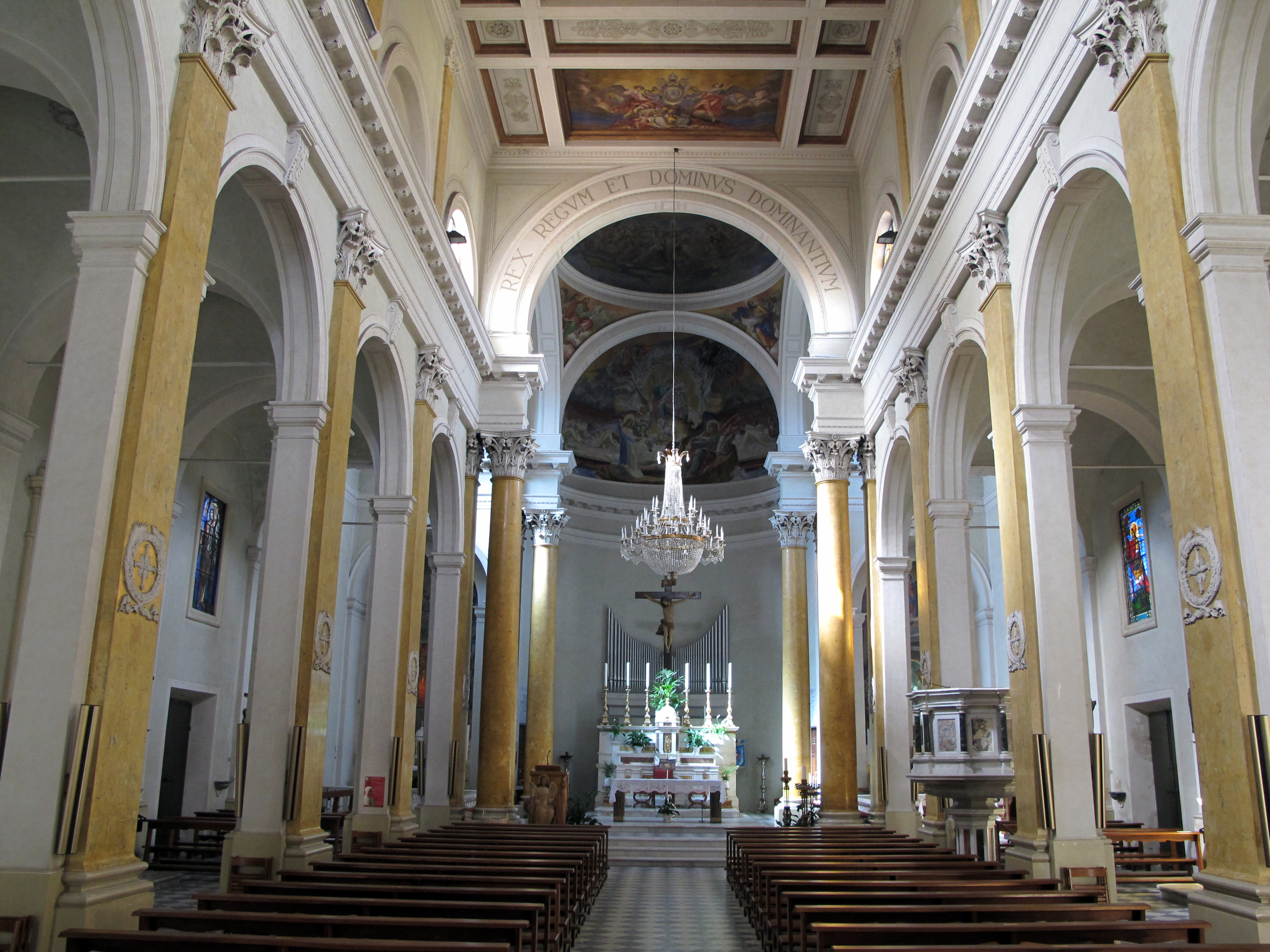
Inneres der Kirche
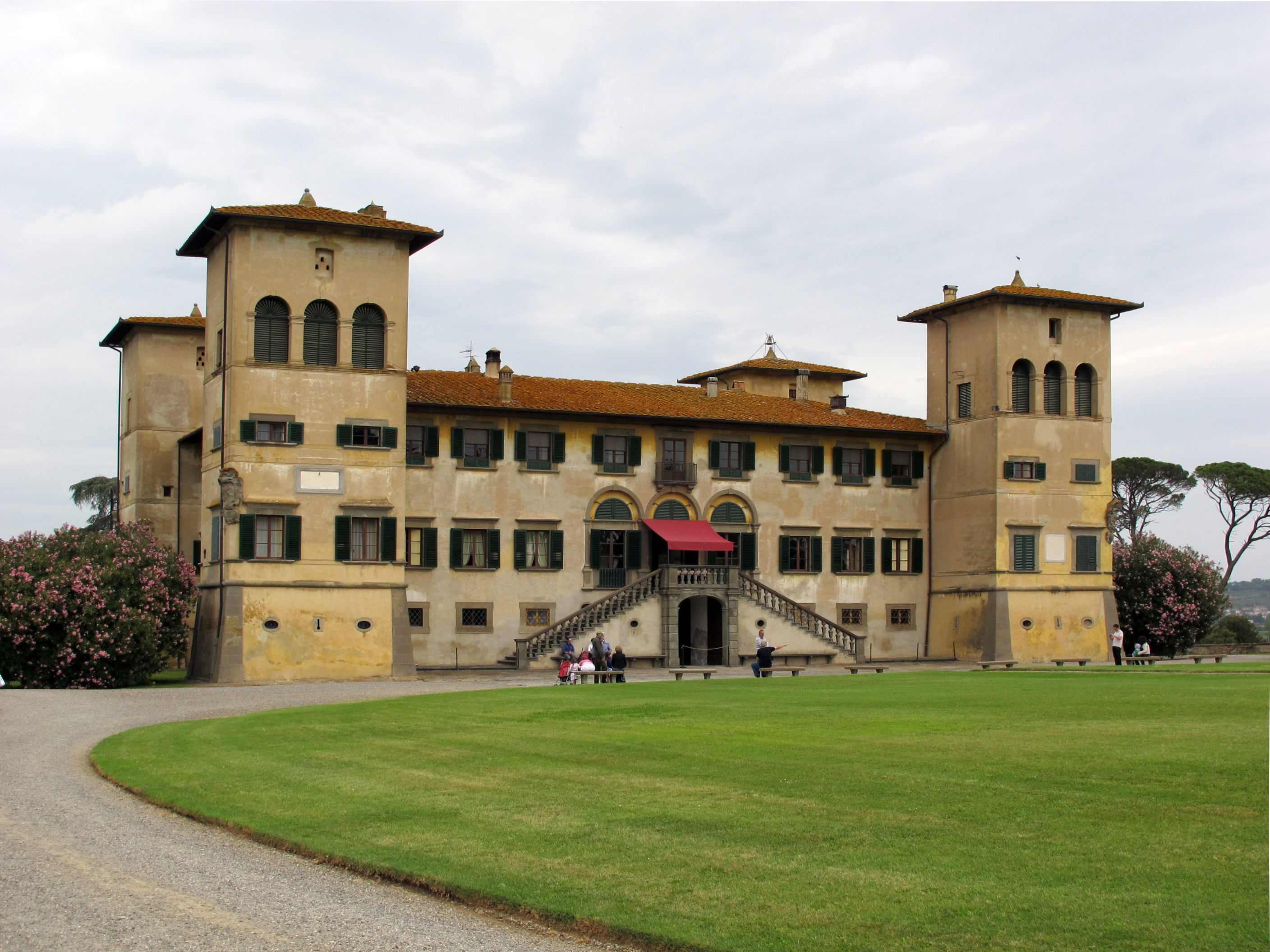
Villa Medici von Camugliano

## Verkehr
- Der Ort liegt an der Schnellstraße Strada di grande comunicazione Firenze-Pisa-Livorno.

## Gemeindepartnerschaften
Ponsacco unterhält Partnerschaften mit folgenden Städten und Gemeinden:
- Nanoro, Burkina Faso
- Treuchtlingen, Deutschland
- Brignais, Frankreich

## Söhne und Töchter der Gemeinde
- Luciano Chiarugi (* 1947), Fußballspieler